# Mary Daly
Pour les articles homonymes, voir Daly.
Mary Daly, née le 16 octobre 1928 à Schenectady (État de New York) et morte le 3 janvier 2010 à Gardner (Massachusetts), est une féministe radicale américaine, philosophe, universitaire et théologienne. Daly, qui se désignait comme une « féministe radicale lesbienne », a enseigné à Boston College, université dirigée par les Jésuites, pendant 33 ans.

## Études
Avant d’obtenir deux doctorats (théologie et philosophie) de l’université de Fribourg, Mary Daly a obtenu un Bachelor of Arts du College of Saint Rose (en) (Albany, New York), un Master of Arts de l'université catholique d'Amérique, (Washington D.C.) et un doctorat en religion de St. Mary's College (en) (Indiana).

## Carrière
Mary Daly a enseigné à Boston College de 1967 à 1999. Elle est une première fois menacée de licenciement à la suite de la publication de son ouvrage The Church and the Second Sex (1968), mais le soutien des étudiants (alors tous des garçons) et du public en général, lui valut de pouvoir conserver son poste.
Quelques années plus tard, devant le refus opposé par Daly à la présence des garçons à certains de ses cours, une action disciplinaire est entreprise à son encontre. Alors que Daly soutenait que leur présence empêchait les filles de s’exprimer librement, l’administration de Boston College argua que son attitude violait le Titre IX d’une Loi fédérale de 1972 obligeant le College à s’assurer que personne n’était exclu des cours en raison de son sexe, et violait la propre politique de non-discrimination de l’université.
En 1998, une plainte pour discrimination contre le College déposée par deux étudiants, est soutenue par le Center for Individual Rights (en), un groupe de pression conservateur. Ayant reçu plusieurs injonctions, Daly préféra ne plus assurer ses cours plutôt que d’y admettre des garçons. Boston College lui suspendit son traitement, prétextant un accord verbal par lequel elle aurait déclaré vouloir prendre sa retraite. Daly porta plainte contre l’université, protestant qu’elle n’avait jamais envisagé de se retirer, mais sa plainte fut rejetée par la juge Martha B. Sosman (en) à la cour supérieure du Middlesex.
Finalement, elle accepta une transaction juridique qui lui reconnaissait ses droits à la retraite. Daly continua à soutenir que Boston College avait porté préjudice à ses étudiantes en la privant de ce qu'elle estimait « son droit » à n’enseigner qu’à des filles. Elle a donné un compte-rendu de ces évènements dans son ouvrage, paru en 2006, Amazon Grace: Recalling the Courage to Sin Big. Elle rappelle à ce propos que les filles ne furent admises au Boston College Graduate School of Arts & Sciences (en) (fondé en 1920) qu'en 1970.
Daly protesta contre le discours prononcé par Condoleezza Rice à la remise des diplômes de Boston College et entama une série de conférences dans les campus des États-Unis et à l’étranger.

## Œuvre
Daly a beaucoup publié. Son ouvrage le plus connu reste le second, Beyond God the Father (1973). Elle y conçoit une théologie systématique à l’exemple de Paul Tillich. Souvent tenu pour un ouvrage fondateur d’une théologie féminine, Beyond God the Father est une tentative pour expliquer et dépasser l’androcentrisme des religions monothéistes.
Gyn/Ecology: The Metaethics of Radical Feminism (1978) soutient que les hommes ont cherché durant toute l’Histoire à opprimer les femmes. Daly approfondit dans ce livre ses idées sur l’histoire du patriarcat pour se consacrer à une étude des pratiques contemporaines qui perpétuent le patriarcat, qu’elle définit comme religion.
Pure Lust: Elemental Feminist Philosophy (1984) et Webster's First New Intergalactic Wickedary of the English Language (1987) introduisent et explorent une langue alternative pour expliciter un processus d’exorcisme et d’extase. Dans le Wickedary, Daly fournit des définitions et des incantations qui peuvent être utilisées par les femmes pour les libérer de l’oppression patriarcale. Elle explore les étiquettes qu’elle accuse la société patriarcale de plaquer sur les femmes pour prolonger ce qu’elle considère comme la domination masculine sur la société. Daly affirme qu’il est de la responsabilité des femmes de dévoiler la nature libératrice de termes comme « Hag » (« vieille sorcière ») « Witch » (« sorcière », « magicienne ») ou « Lunatic » (« cinglée »).
Les ouvrages de Daly continuent d’influencer le féminisme et la théologie féministe, aussi bien que le concept émergent de biophilie comme alternative et récusation de la nécrophilie de la société. Mary Daly constate qu'au moment où elle écrit, le mot « biophilia » (biophilie) n'existe pas dans les dictionnaires, alors que « necrophilia » (nécrophilie) figure dans tous. Elle en déduit que cela est lié à l'absence d'amour de la vie dans le monde patriarcal. Elle était végétarienne et militait pour les droits des animaux. Gyn/Ecology, Pure Lust et Webster's First New Intergalactic Wickedary préconisent l’opposition à l’expérimentation animale et à l’emploi de fourrures animales.
Daly a créé sa propre anthropologie théologique fondée sur « qu'est-ce qu'être une femme ». Elle a imaginé une praxis duelle qui sépare le monde en deux : le monde des images fausses qui créent l'oppression et le monde de la communion dans l'être vrai. Elle a nommé ces deux entités : « foreground » (avant-scène) et « Background » (Arrière-plan). Daly considère que l'avant-scène est le royaume du patriarcat et l'Arrière-plan le royaume des femmes. Elle indique que l'Arrière-plan est situé sous et derrière la fausse réalité de l'avant-scène. L'avant-scène est une distorsion de l'être vrai, c'est la société patriarcale où vivent la plupart des humains. L'avant-scène n'a pas d'énergie propre, mais se nourrit de l'énergie vitale des femmes. À ses yeux, l'avant-scène secrète des poisons qui contaminent la vie naturelle. Elle dépeint le monde de l'avant-scène comme nécrophile, alors que l'Arrière-plan est l'endroit où tout ce qui vit s'interconnecte.

### Gyn/Ecology
En mai 1979, Audre Lorde a exprimé son désaccord avec Gyn/Ecology, pointant une tendance à l’homogénéisation et un refus d’admettre l’histoire et les mythes des femmes de couleur. La lettre qu’elle a adressée à Mary Daly et l’apparente décision de celle-ci de ne pas rendre publique sa réponse (Daly parle de cette réponse dans Outercourse et dans l'introduction de l'édition de 1992 de Gyn/Ecology, puis l'a publiée dans Amazon Grace, p. 25, en 2006), ont affecté l’accueil du travail de Daly parmi les autres théoriciennes du féminisme et a été citée comme « un exemple paradigmatique du défi apporté par les féministes de couleur à la théorie féministe blanche ». La réponse que Daly adressa, quatre mois et demi après, fut trouvée dans les papiers de Lorde en 2003, après son décès. Une rencontre entre les deux femmes a eu lieu dans la semaine qui a suivi la réponse de Daly. Celle-ci lui assura que Gyn/Ecology n’était pas une recension de déesses mais était limité aux « mythes et symboles des déesses qui étaient à la source du mythe chrétien ». On ne sait pas si Lorde a accepté cette explication.

### Sur les hommes
Dans une interview accordée au magazine EnlightenNext (en), Daly déclare : « Je ne réfléchis pas sur les hommes. Je ne suis pas préoccupée par eux. Je suis concernée par les capacités des femmes qui ont été mises sous le boisseau tout au long du patriarcat. Non qu’elles aient disparu, mais elles sont devenues subliminales. Je me sens concernée par les femmes, pour étendre nos capacités, les remettre au jour. Cela me prend toute mon énergie. […] Si la vie c’est survivre sur cette planète, il va falloir la décontaminer. Je pense que cela sera accompagné d’une évolution qui conduira à une réduction drastique de la population des mâles. »

Dans l'introduction à Gyn/Ecology: The Metaethics of Radical Feminism, elle écrit : 

« Ce livre sera certainement accusé d'être dirigé « contre les hommes ». Tous les écrits féministes, même les plus circonspects et les plus conciliants, reçoivent cette étiquette. Ce cliché rebattu sert à assourdir, abrutir, et brouiller les pistes. Il rend difficile d'entendre ce que disent les féministes radicales, même parfois entre nous. Les femmes et tout ce qui nous est proche — la terre, la mer, la voûte céleste — sont l'objet d'attaques réelles mais non reconnues, victimes du patriarcat qui les cible comme l'Ennemi lors de toutes ses guerres et dans toutes ses professions. Des œuvres féministes fournissent d'abondantes preuves de misogynie chez les autorités de tout domaine et de toute société dominante, à travers les millénaires de patriarcat. »

— Gyn/Ecology, p. 27-28, traduction de Katherine Roussos

### Sur la transidentité
Dans Gyn/Ecology, Daly affiche une opinion négative sur la transidentité. Elle la catalogue comme « un problème de mâles » et affirme que les hormones que certaines personnes trans absorbent sont la preuve qu'ils vivent « une condition physique artificielle ». Daly conseilla Janice Raymond lors de l'écriture de son essai (considéré comme transphobe par Sandy Stone notamment) The Transsexual Empire: the making of the she-male publié en 1979.

## Œuvres
- Natural Knowledge of God in the Philosophy of Jacques Maritain, Officium Libri Catholici, 1966 (OCLC 2219525)
- The Church and the Second Sex, Harper & Row, 1968 (OCLC 1218746)
- Beyond God the Father: Toward a Philosophy of Women's Liberation, Beacon Press, 1973  (ISBN 0807027685)
- Gyn/Ecology: The Metaethics of Radical Feminism, Beacon Press, 1978  (ISBN 0807015105)
- Pure Lust: Elemental Feminist Philosophy, Beacon Press, 1984  (ISBN 0807015040)
- Websters' First New Intergalactic Wickedary of the English Language, Conjured in Cahoots with Jane Caputi (avec Jane Caputi et Sudie Rakusin), Beacon Press, 1987  (ISBN 0807067067)
- Outercourse: The Bedazzling Voyage, Containing Recollections from My Logbook of a Radical Feminist Philosopher, HarperSanFrancisco, 1992  (ISBN 0062501941)
- Quintessence... Realizing the Archaic Future: A Radical Elemental Feminist Manifesto, Beacon Press, 1998  (ISBN 0807067903)
- Amazon Grace: Re-Calling the Courage to Sin Big, Palgrave Macmillan, 2006  (ISBN 1403968535)

### Traductions en français
- Il n'y a pas eu de traduction en français des œuvres importantes de Mary Daly. Seuls ont paru :
  - Le Deuxième Sexe conteste, traduction de The Church and the Second Sex par Suzanne Valles, Tours, Mame ; Montréal, HMH, coll. « Constantes », 1969
  - Notes pour une ontologie du féminisme radical, traduit par Michèle Causse, Outremont, L'Intégrale, 1982  (ISBN 9782920353008)
- Est disponible en ligne la traduction par Katherine Roussos de l'introduction à Gyn/Ecology: The Metaethics of Radical Feminism

### Traductions en allemand
- Kirche, Frau und Sexus, traduction de Dietgard Erb, Düsseldorf, Walter Verlag, 1970  (ISBN 3-530-14150-X)
- Jenseits von Gottvater, Sohn & Co, traduction de Marianne Reppekus, München, Frauenoffensive, 1986  (ISBN 3-88104-154-0)
- Gyn/Ökologie. Eine Metaethik des Radikalen Feminismus, traduction de Erika Wisselinck, München, Frauenoffensive, 1981  (ISBN 3-88104-109-5) la traduction allemande a été critiquée à cause des efforts infructueux de la traductrice à rendre les jeux de mots de la version originale et de sa tendance à vouloir les expliquer dans les notes de bas de page[24]
- Reine Lust. Elemental-feministische Philosophie, traduction de Erika Wisselinck, München, Frauenoffensive, 1986  (ISBN 3-88104-151-6)
- Auswärts Reisen. Die Strahlkräftige Fahrt, traduction de Erika Wisselinck, München, Frauenoffensive, 2002  (ISBN 3-88104-253-9)

### Traductions en italien
- La Chiesa e il secondo sesso, traduction de Liliana Lanzarini, Milan, Rizzoli, 1982
- Al di là di Dio padre. Verso una filosofia della liberazione delle donne, traduction de Donatella Maisano, Maureen Lister, Rome, Editori Riuniti, 1990  (ISBN 8835933978)
- Quintessenza, traduction de Stefania Festa, Rome, Venexia, 2005  (ISBN 8887944334)